# Rai Trade
Rai Trade S.p.A. fue la empresa que promovió la propiedad intelectual del grupo Rai y comercializó sus derechos. Uno de los objetivos de la empresa era difundir el Made in Italy en los diversos sectores audiovisuales. Entre las diversas actividades llevadas a cabo, la compañía también era un sello discográfico.

## Historia
Nació el 23 de julio de 1987 como Nuova Edizioni Radiotelevisione Italiana S.p.A ..
El 27 de junio de 1997 se convirtió en Rai Trade S.p.A. incorporando Sacis, Rai Eri y Fonit Cetra.
En la reunión de la Junta de Rai del 28 de julio de 2010, la propuesta de internalizar la empresa Rai Trade en la empresa matriz Rai S.p.A. La propuesta se confirma aún más en la reunión del 20 de octubre de 2010.
El 23 de febrero de 2011 se firmó la escritura de fusión para la incorporación de Rai Trade a Rai.

## logo

- Datos: Q3929524